# Pfarrkirche Gschwandt bei Gmunden

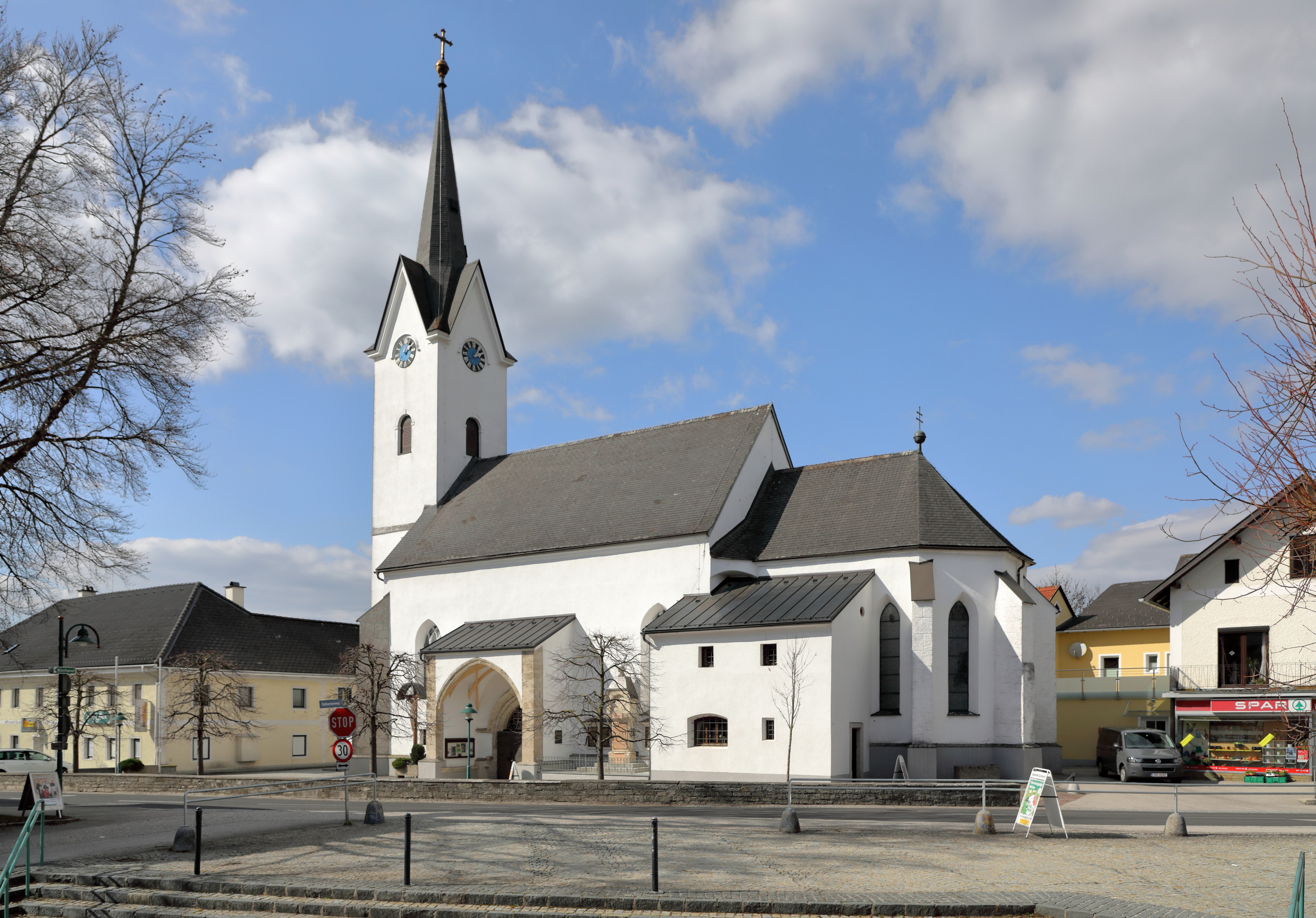
Katholische Pfarrkirche hl. Katharina in Gschwandt

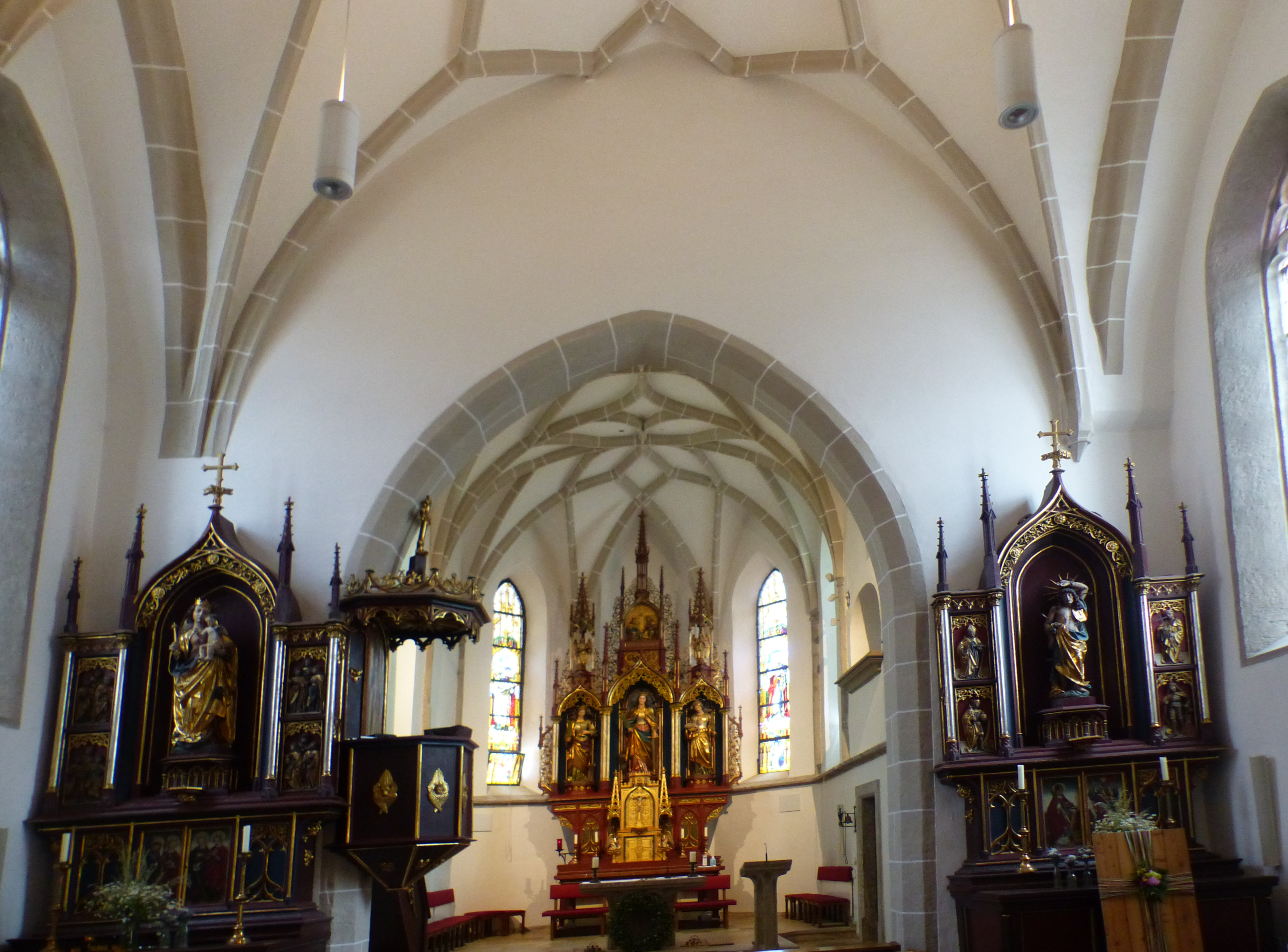
Innenraum, Blick zum Chor

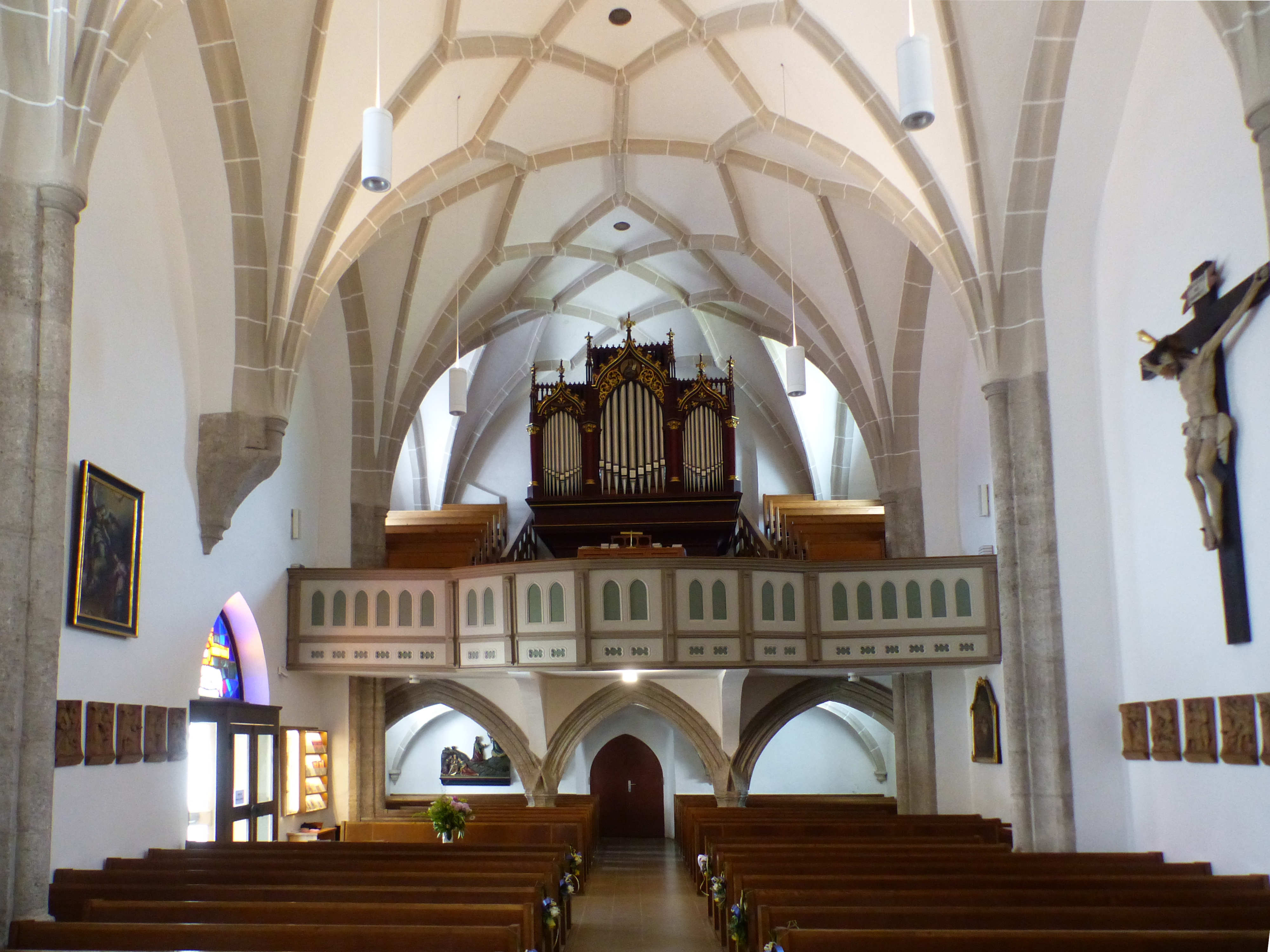
Innenraum, Blick zur Empore

Die römisch-katholische Pfarrkirche Gschwandt bei Gmunden steht in der Gemeinde Gschwandt im Bezirk Gmunden in Oberösterreich. Sie ist der heiligen Katharina geweiht und liegt im Dekanat Gmunden in der Diözese Linz. Das Bauwerk steht unter Denkmalschutz (Listeneintrag).

## Lagebeschreibung
Die Kirche steht in der Gemeinde Gschwandt an der Hauptstraße 5. Sie ist vom ehemaligen Friedhof umgeben.

## Geschichte
Die Kirche wird 1345 erstmals urkundlich erwähnt. Die spätgotische Kirche wurde um 1500 errichtet.

## Kirchenbau
Kirchenäußeres
Die Kirche hat einen Westturm mit neuerem Aufsatz und achteckigem Spitzhelm. Dem kielbogigen Südportal ist eine netzrippengewölbte Vorhalle vorgebaut. Das Nordportal ist gotisch.
Kircheninneres
Das einschiffige Langhaus ist vierjochig. Das Langhaus ist durch halb eingezogene Strebepfeiler mit Halbkreisdiensten gegliedert. Der dreijochige Chor ist eingezogen und im 3/8 geschlossen. Darüber ist ein schönes Netzrippengewölbe, in der Variante der Wechselberger Figuration, wie man es auch in Pinsdorf und Roitham findet. Die Westempore ist dreiachsig und zwei Mal leicht gebrochen. Sie ruht auf Netzrippengewölbe.

## Ausstattung

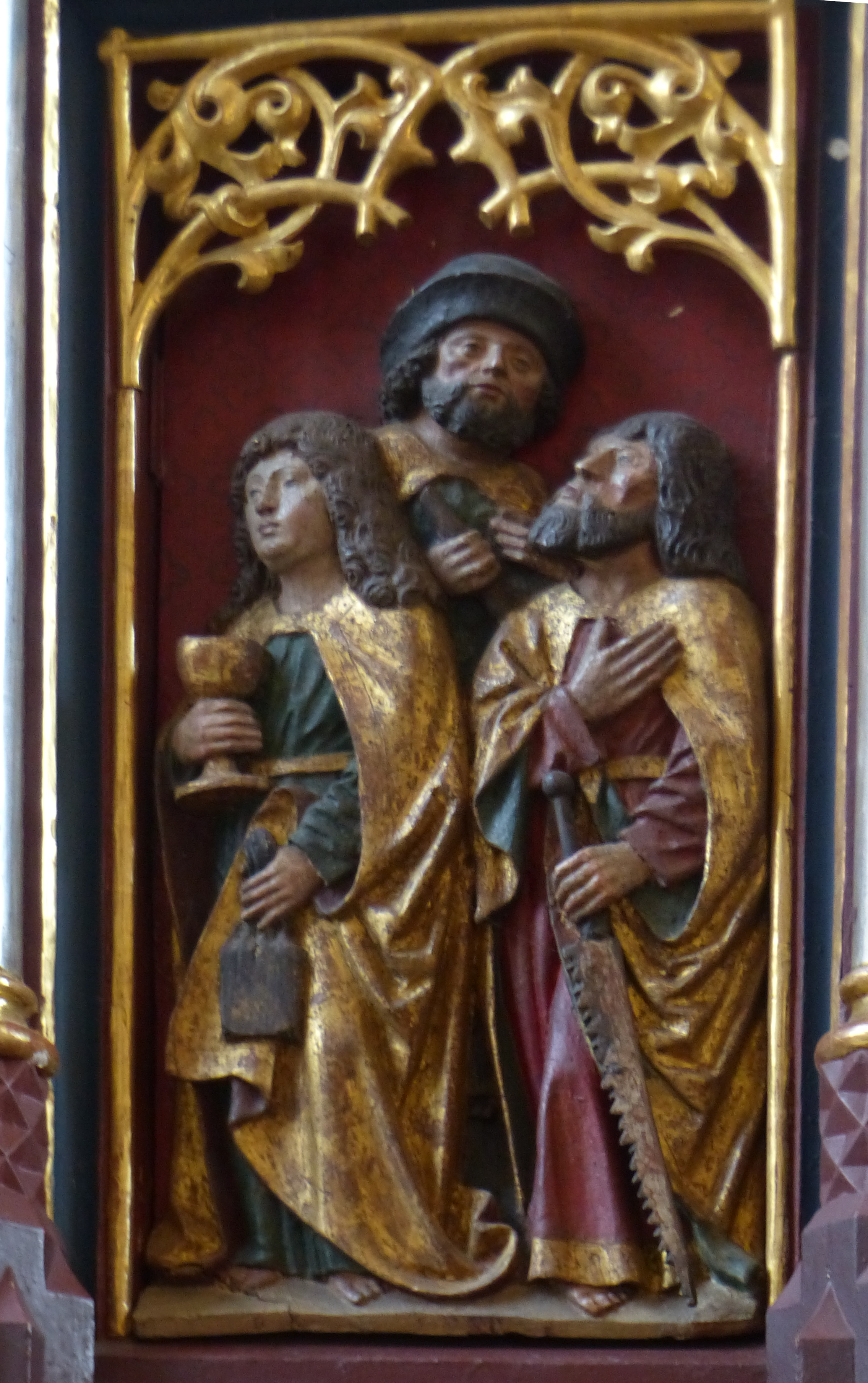
Gotisches Relief mit Aposteln am Marienaltar

Die Einrichtung ist neugotisch. An den beiden Seitenaltären sind jeweils vier Reliefs und zwei Tafelbilder eines spätgotischen Altares vom Ende des 15. Jahrhunderts. Die Reliefs und Tafeln stellen Heilige und Apostel dar. Sie wurden 1936 restauriert. Auf dem linken Seitenaltar steht eine Madonnenstatue mit Kind, die um 1500 entstand. Im Langhaus ist eine spätgotische Statue des heiligen Sebastian. Die Figur aus der Zeit um 1500 wird dem Kreis um Lienhart Astl zugeschrieben. In der Vorhalle des Südportals hängt ein Ölbild, das die „Verkündigung“ darstellt. Es wurde 1721 gemalt und ist mit „F. I. W.“ signiert.